# Mike Fahn
Michael Jeff Fahn (New York, 1961) is een Amerikaanse bop-trombonist. 
Fahn speelde aanvankelijk drums, net zoals zijn vader (bij Lionel Hampton en Tex Beneke), maar stapte toen hij twaalf was over op de trombone. In de periode 1978-1982 werkte hij bij Frank Strazzeri en Don Menza, en in 1984 bij Dick Berk. Hierna had hij eigen groepen, onder meer met John Patitucci. Ook speelde hij met Bob Cooper, Conte Candoli, Pete Christlieb, Shorty Rogers en bijvoorbeeld Chet Baker. In de periode 1989-1991 speelde hij bij Maynard Ferguson. Begin jaren negentig bracht hij zijn eerste lp uit en werkte hij bij Terry Gibbs, Bill Holman, Woody Herman, Kim Richmond, Louie Bellson en opnieuw Berk. Rond 1993 speelde hij in New York met Toshiko Akiyoshi en Loren Schoenberg en vanaf 1994 werkte hij als freelancer. Fahn heeft opgenomen met onder meer Matt Catingub, Charles Rutherford, de Kenton Alumni Band en zijn echtgenote Mary Ann McSweeney.

## Discografie
- Steppin' Out, Cexton Records, 1992
- Close Your Eyes...and Listen, Sparky 1 Productions, 2002
- Mike Fahn Quintets, Sparky 1 Productions, 2006